# Plateelbakkerij Brantjes

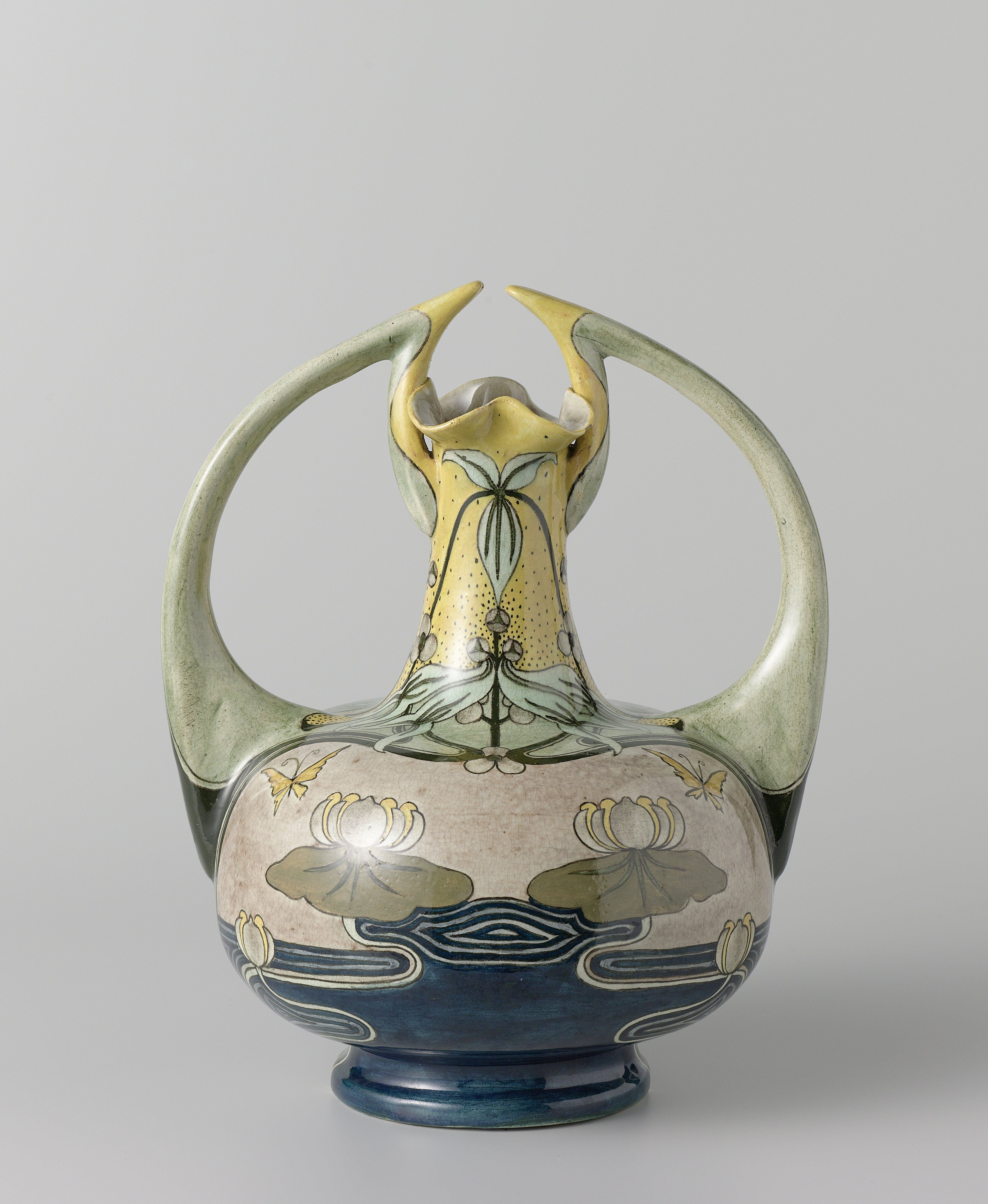
vaas met pijlkruid, waterlelies en vlinders

Weduwe N.S.A. Brantjes en Co was een plateelbakkerij gevestigd aan de Neckerstraat in Purmerend. De keramiekproducent nam deel aan de Wereldtentoonstellingen in 1900 in Parijs en die van 1904 in Saint Louis, Missouri.
De bakkerij was van oorsprong een producent van vuurvaste steen- en smeltkroezen, gevestigd in een voormalige traankokerij. In 1895 ging het roer om werd onder leiding van Petronella Brantjes keramiek geproduceerd. In 1904 ging de fabriek failliet en werd overgenomen door Haga